# Richard Daignault
Richard Daignault (1921-1986) est l'un des plus éminents journalistes politiques québécois.
Il était chroniqueur au quotidien Le Soleil quand il est décédé en 1986 à l'âge de 65 ans. Auparavant, il avait été chef du bureau à Québec de l'agence La Presse Canadienne puis reporter au journal La Presse. Il est l'auteur d'une biographie de Jean Lesage.